# Szumbawai füleskuvik
A szumbawai füleskuvik (Otus silvicola) a madarak (Aves) osztályának a bagolyalakúak (Strigiformes) rendjéhez, ezen belül a bagolyfélék (Strigidae) családjához tartozó faj.

## Rendszerezése
A fajt Alfred Russel Wallace brit természettudós írta le 1864-ben, a Scops nembe Scops silvicola néven.

## Előfordulása
Az Indonéziához tartozó Kis-Szunda-szigetek területén, Sumbawa és Flores szigetén honos. Természetes élőhelyei a szubtrópusi és trópusi síkvidéki és hegyi esőerdők, valamint legelők és szántóföldek. Állandó, nem vonuló.

## Megjelenése
Testhossza 25 centiméter.

## Természetvédelmi helyzete
Az elterjedési területe korlátozott, egyedszáma viszont stabil. A Természetvédelmi Világszövetség Vörös listáján nem fenyegetett fajként szerepel.

## További információ
- Képek az interneten a fajról
- Xeno-canto.org - a faj hangja és elterjedési területe